# BET Awards de 2024
A 24.ª cerimônia do BET Awards (no original em inglês: 24th BET Awards ou 2024 BET Awards) ocorreu em 30 de junho de 2024. A premiação celebra os melhores artistas da música, televisão, cinema e esportes. Esta foi a terceira edição da premiação apresentada pela atriz e modelo Taraji P. Henson.
As indicações à premiação foram anunciadas em 16 de maio pela emissora organizadora do evento e o rapper e produtor musical canadense Drake novamente liderou a quantidade de indicações (7 categorias), sendo seguido pela cantora e produtora trinidiana Nicki Minaj (com 6 indicações). Os artistas J. Cole, Sexyy Red, SZA, Victoria Monét e Beyoncé também figuraram dentre os recordistas de indicações da edição.

## Vencedores e indicados
| Álbum do Ano | Vídeo do Ano |
| --- | --- |
| - Michael – Killer Mike - 11:11 – Chris Brown - A Gift & a Curse – Gunna - American Dream – 21 Savage - Coming Home – Usher - For All the Dogs (Scary Hours Edition) – Drake - Jaguar II – Victoria Monét - Pink Friday 2 – Nicki Minaj | - "On My Mama" – Victoria Monét - "Agora Hills" – Doja Cat - "All My Life" – Lil Durk e J. Cole - "Barbie World" – Nicki Minaj, Ice Spice e Aqua - "Bongos" – Cardi B e Megan Thee Stallion - "First Person Shooter" – Drake e J. Cole - "Rich Baby Daddy" – Drake, Sexyy Red e SZA |
| Melhor Artista Revelação | Melhor Colaboração |
| - Tyla - 41 - 4Batz - Ayra Starr - BossMan Dlow - Fridayy - October London - Sexyy Red | - "All My Life" – Lil Durk e J. Cole - "America Has a Problem (Remix)" – Beyoncé e Kendrick Lamar - "Barbie World" – Nicki Minaj, Ice Spice e Aqua - "Bongos" – Cardi B e Megan Thee Stallion - "Carnival" – ¥$, Rich the Kid e Playboi Carti - "Don't Play with It (Remix)" – Lola Brooke, Latto e Yung Miami - "Everybody" – Nicki Minaj e Lil Uzi Vert - "Good Good" – Usher, Summer Walker e 21 Savage - "Rich Baby Daddy" – Drake, Sexyy Red e SZA |
| Melhor Artista Masculino de R&B/Pop | Melhor Artista Feminina de R&B/Pop |
| - Usher - Brent Faiyaz - Bryson Tiller - Burna Boy - Chris Brown - Drake - Fridayy - October London | - SZA - Beyoncé - Coco Jones - Doja Cat - H.E.R. - Muni Long - Tyla - Victoria Monét |
| Melhor Artista Masculino de Hip Hop | Melhor Artista Feminina de Hip Hop |
| - Kendrick Lamar - 21 Savage - Burna Boy - Drake - Future - Gunna - J. Cole - Lil Wayne | - Nicki Minaj - Cardi B - Doja Cat - GloRilla - Ice Spice - Latto - Megan Thee Stallion - Sexyy Red |
| Melhor Diretor de Videoclipe | Melhor Filme |
| - Cole Bennett - Benny Boom - Child. - Dave Meyers - Janelle Monáe e Alan Ferguson - Offset - Tems - Tyler, the Creator | - Bob Marley: One Love (Reinaldo Marcus Green) - American Fiction (Cord Jefferson) - Renaissance: A Film by Beyoncé (Beyoncé) - Spider-Man: Across the Spider-Verse (Kemp Powers) - The Book of Clarence (Jeymes Samuel) - The Color Purple (Blitz Bazawule) - The Equalizer 3 (Antoine Fuqua) - The Little Mermaid (Rob Marshall) |
| Melhor Ator | Melhor Atriz |
| - Denzel Washington - Anthony Mackie - Colman Domingo - Damson Idris - Donald Glover - Idris Elba - Jeffrey Wright - Lakeith Stanfield                                                                                                  | - Regina King - Angela Bassett - Ayo Edibiri - Coco Jones - Danielle Brooks - Fantasia - Halle Bailey - Issa Rae |
| Atleta Feminina do Ano | Atleta Masculino do Ano |
| - Angel Reese - A'ja Wilson - Coco Gauff - Flau'jae Johnson - Juju Watkins - Naomi Osaka - Sha'Carri Richardson - Simone Biles | - Jalen Brunson - Anthony Edwards - Gervonta Davis - Jalen Hurts - Kyrie Irving - LeBron James - Patrick Mahomes - Stephen Curry |
| Melhor Artista Internacional | Melhor Artista Revelação Internacional |
| - Tyla - Asake - Aya Nakamura - Ayra Starr - BK' - Cleo Sol - Focalistic - Karol Conká - Raye - Tiakola | - Makhadzi - Bellah - Cristale - Duquesa - Holly G - Jungeli - Oruam - Seyi Vibez - Tyler ICU |